# Casa de Estanislao Durán
La Casa de Estanislao Durán es un edificio histórico situado en el cruce de las Calles Príncipe, número 41, y Velázquez Moreno. Se trata de un edificio histórico de Vigo, ejemplo de la extraordinaria actividad arquitectónica en la ciudad a finales del siglo XIX e inicios del siglo XX.

## Historia
La obra fue promovida en 1901 por Estanislao Durán, rico comerciante y empresario de la próspera Vigo del momento, que encargó a Manuel Felipe Quintana el diseño de un palacete urbano en lo que entonces era la carretera de salida de Vigo.

## Construcción y estilo
El edificio consta de sótano, planta baja, primer piso y segundo con cubierta amansardada y muy empinada. Está construido con un estilo ecléctico con clara influencia francesa y disposición clasicista, que se manifiesta en su decoración. En la planta baja se disponen varios arcos con una moldura decorada en su parte superior. En el primer piso se disponen amplios vanos enmarcados en pilastras, y un dintel que enmarca una decoración de rostros humanos enmarcados en decoración vegetal. En el segundo piso las buhardillas están rematadas por un frontón curvo con decoración de volutas y una balaustrada sobre una cornisa sobrevolada. El conjunto se completa con un cuerpo en forma de torre, decorado con arcadas semicirculares y que se levanta sobre un balcón abalaustrado y corrido en el chaflán del edificio. Sobre este cuerpo se levanta una cúpula de escamas, que resalta sobre el resto del conjunto y le da un aspecto señorial. En 1924 fue realizado un añadido a la planta baja en la fachada que discurre por Velázquez Moreno. En el resto el edificio se conserva en su disposición original.
En conclusión, nos encontramos ante uno de los mejores ejemplos de los palacetes urbanos que la burguesía viguesa se hizo construir para resaltar su preeminencia económica y social en la ciudad del momento, marcada por el desarrollo industrial y comercial ligado al puerto y sus empresas asociadas.

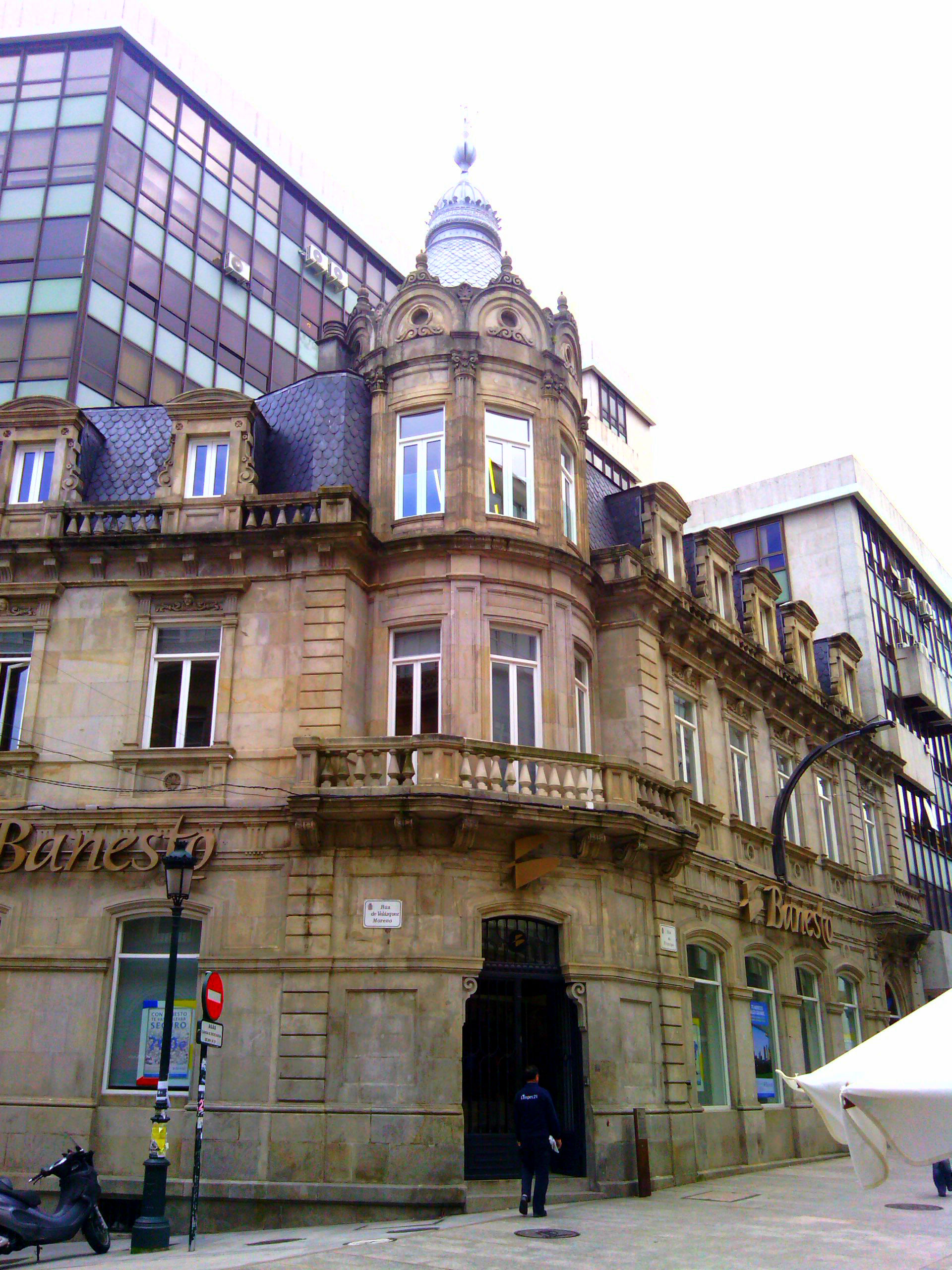
Detalle de la fachada en el chaflán del edificio.
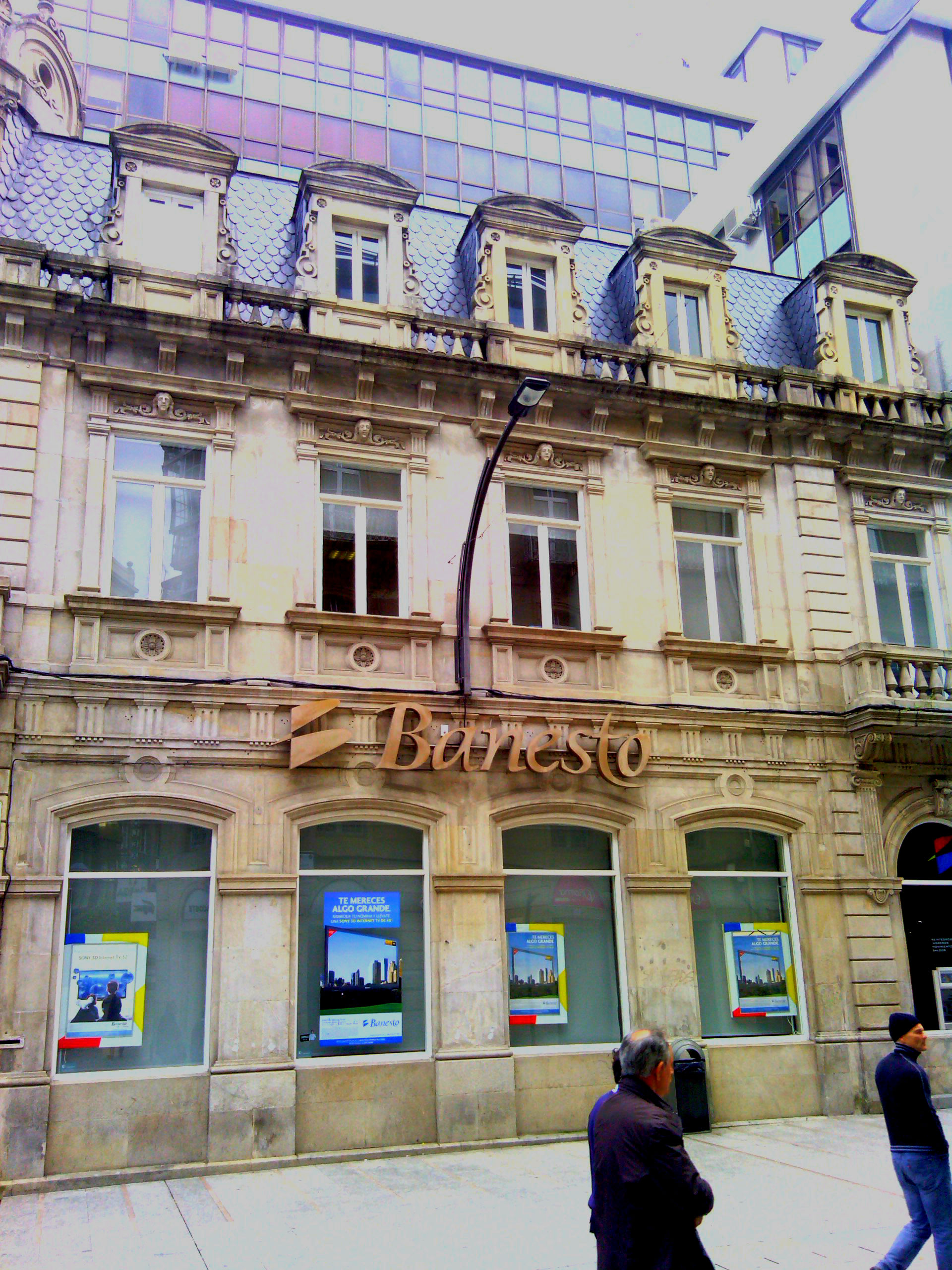
Detalle de la disposición de los pisos de la casa.
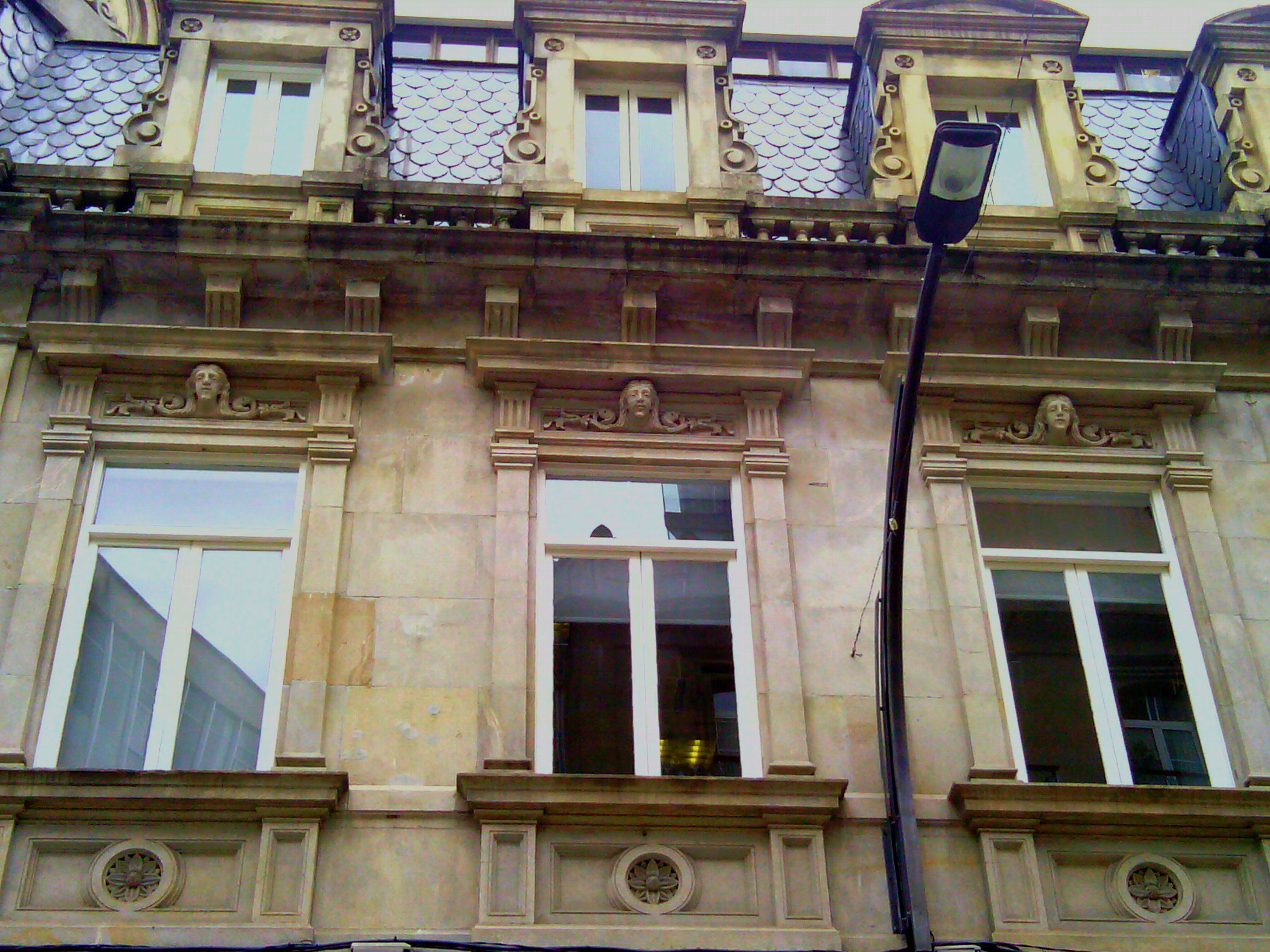
Detalle de la decoración de los vanos del primer piso.